# بی‌ایم‌لی (زرداب)
بی‌ایم‌لی (به لاتین: Bəyimli) یک منطقه مسکونی در جمهوری آذربایجان است که در شهرستان زرداب واقع شده‌است. بی‌ایم‌لی ۸۳۰ نفر جمعیت دارد.